# Cotyadesmus brunneus
Cotyadesmus brunneus là một loài bọ cánh cứng trong họ Cerambycidae.